# Tatsuki Fujimoto
Tatsuki Fujimoto (japonès: 藤本 タツキ, nascut el 10 d'octubre de 1992 o 1993) és un mangaka japonès, conegut per les seves obres Fire Punch i Chainsaw Man.

## Biografia

### Primers anys
Tatsuki Fujimoto va néixer un 10 d'octubre (no és clar si el 10 d'octubre de 1992 o de 1993, doncs les diferents fonts difereixen), a Nikaho, Prefectura d'Akita, Japó. Començà a dibuixar a una edat primerenca. No tenia escoles preparatòries disponibles a prop de casa seva, per la qual cosa va assistir a classes de pintura a les quals assistien els seus avis i practicaven pintura a l'oli. Es va graduar en pintura occidental de la Universitat d'Art i Disseny de Tohoku a Yamagata, Yamagata el 2014.

### Carrera profesional
Fujimoto va dibuixar el 2011 el seu one-shot Niwa ni wa Niwa Niwatori ga ita (庭には二羽ニワトリがいた), que va ser nominat per al Jump SQ Monthly Award de desembre de 2011 (més tard es va publicar a la plataforma en línia Shōnen Jump+ el 17 de juliol de 2017). El one-shot de Fujimoto, Seigi no Mikata (正義の見方?), va ser una obra d'entrada per al 10th Supreme Comic Grand Prize season II el 2013. El seu següent one-shot va ser Kami Hikouki (かみひこうき), pel qual va guanyar un premi especial del jurat als Shūeisha Crown Newcomers' Awards de maig de 2013 de Shūeisha. El següent one-shot va ser Sasaki-kun ga Juudan Tometa (佐々木くんが銃弾止めた lit. Sasaki ha aturat la bala), pel qual va guanyar el seu segon premi especial del jurat als Shūeisha Crown Newcomers' Awards de juliol de 2013 (publicat més tard a la Shōnen Jump+ el 13 de juny de 2016). El one-shot de Fujimoto va ser Koi wa Moumoku (恋は盲目 lit. L'amor és cec), pel qual va guanyar una menció d'honor als premis Shūeisha Crown Newcomers' Awards de novembre de 2013, i va ser el seu primer treball publicat, es va llançar a Jump SQ. 19 vol. 13 el 19 d'abril de 2014. Els seus següents one-shots van ser Shihaku (シカク), publicat a Jump SQ. 19 vol. 14 el 19 de juny de 2014; Ningyo Rhapsody (人魚ラプソディ, Rapsòdia de la sirena), publicat a Jump SQ. 19 vol. 17 el 19 de desembre de 2014; i Yogen no Nayuta (予言のナユタ lit. Nayuta de la profecia), publicat a l'edició d'agost de 2015 de Jump Square el 4 de juliol de 2015.

## Influencies
Fujimoto va comentar que volia «dibuixar manga com a les pel·lícules coreanes», posant com a exemple la pel·lícula sud-coreana del 2008 The Chaser, va afirmar: «el personatge principal persegueix el dolent, però trenta minuts després de la pel·lícula, l'atrapa. Això se suposa que passarà al final de la pel·lícula, per la qual cosa et continues preguntant què passarà a continuació. Molta gent diu que a les pel·lícules coreanes no es pot saber el que està pensant el director, però en realitat, si mires fins al final, ho entendràs. Volia fer una cosa així». També va ser influenciat pels mangakes Hiroaki Samura, Hideki Arai i Tsutomu Nihei.

## Obres

### Serialitzades
- Fire Punch (ファイアパンチ, Faiā Panchi) (2016–2018) — Serialitzada a la revista digital Shōnen Jump+. Recopilat i publicat per Shūeisha en vuit volums.
- Chainsaw Man (チェンソーマン, Chensō Man) (2018–present) — Serialitzada a la revista Shūkan Shōnen Jump (2018-2020) i Shōnen Jump+ (2022-present) i publicat per Shūeisha.

### One shots
- Seigi no Mikata (正義の見方) (2013) - No publicat
- Kami Hikouki (かみひこうき) (2013) - No publicat
- Fujimoto Tatsuki Tanpenshū (藤本タツキ短編集) (2021) 
  - Niwa ni wa Niwa Niwatori ga ita (庭には二羽ニワトリがいた) (2011)
  - Sasaki-kun ga Juudan Tometa (佐々木くんが銃弾止めた, lit. «Sasaki ha parat la bala») (2013)
  - Koi wa Moumoku (恋は盲目, lit. «L'amor és cec») (2013)
  - Shikaku (シカク) (2014)
  - Ningyo Rhapsody (人魚ラプソディ, lit. «Rapsòdia de la sirena») (2014)
  - Yogen no Nayuta (予言のナユタ, lit. «Nayuta de la profecia») (2015)
  - Me ga Sametara Onnanoko ni Natteita Yamai (目が覚めたら女の子になっていた病, lit. «Quan em vaig despertar, m'havia convertit en una noia malaltissa») (2017) — Publicat en la Shōnen Jump+.
  - Tetteleposan (テッテレポサンヌ) (2019) — Publicat en la Jump Square.
  - Imōto no Ane (妹の姉) (2019) — Publicat en la Jump Square.
- Look Back (ルックバック, Rukku Bakku) (2021) — Publicat en la Shōnen Jump+.
- Sayonara Eri (さよなら絵梨) (2022) — Publicat en la Shōnen Jump+.
- Futsū ni Kiitekure (フツーに聞いてくれ, lit. Escolta'm simplement) (2022) — Il·lustrat per Oto Tōda; Publicat en la Shōnen Jump+.